# Unterwald (Gemeinde Hüttenberg)

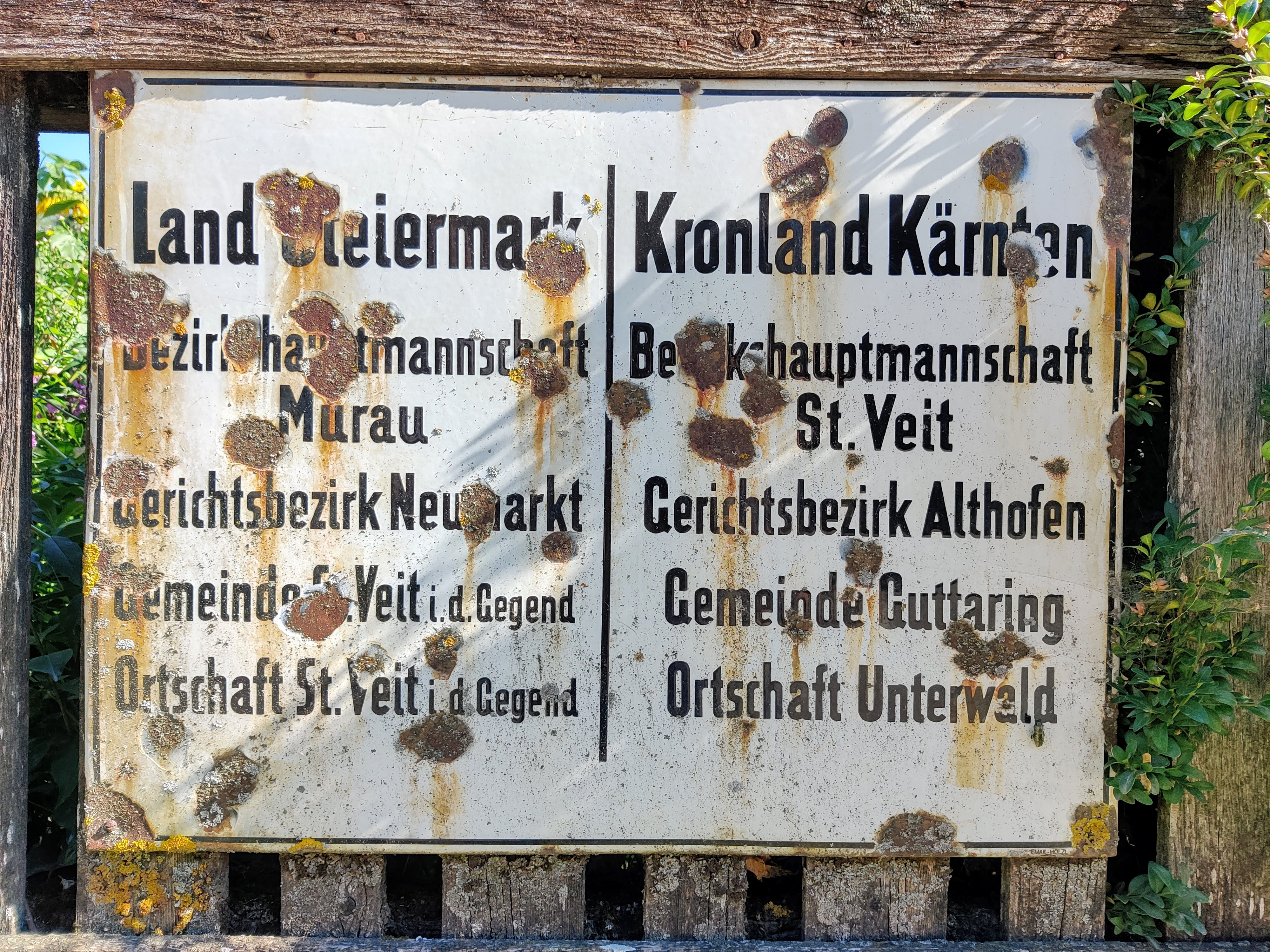
Ortschaftstafel Unterwald

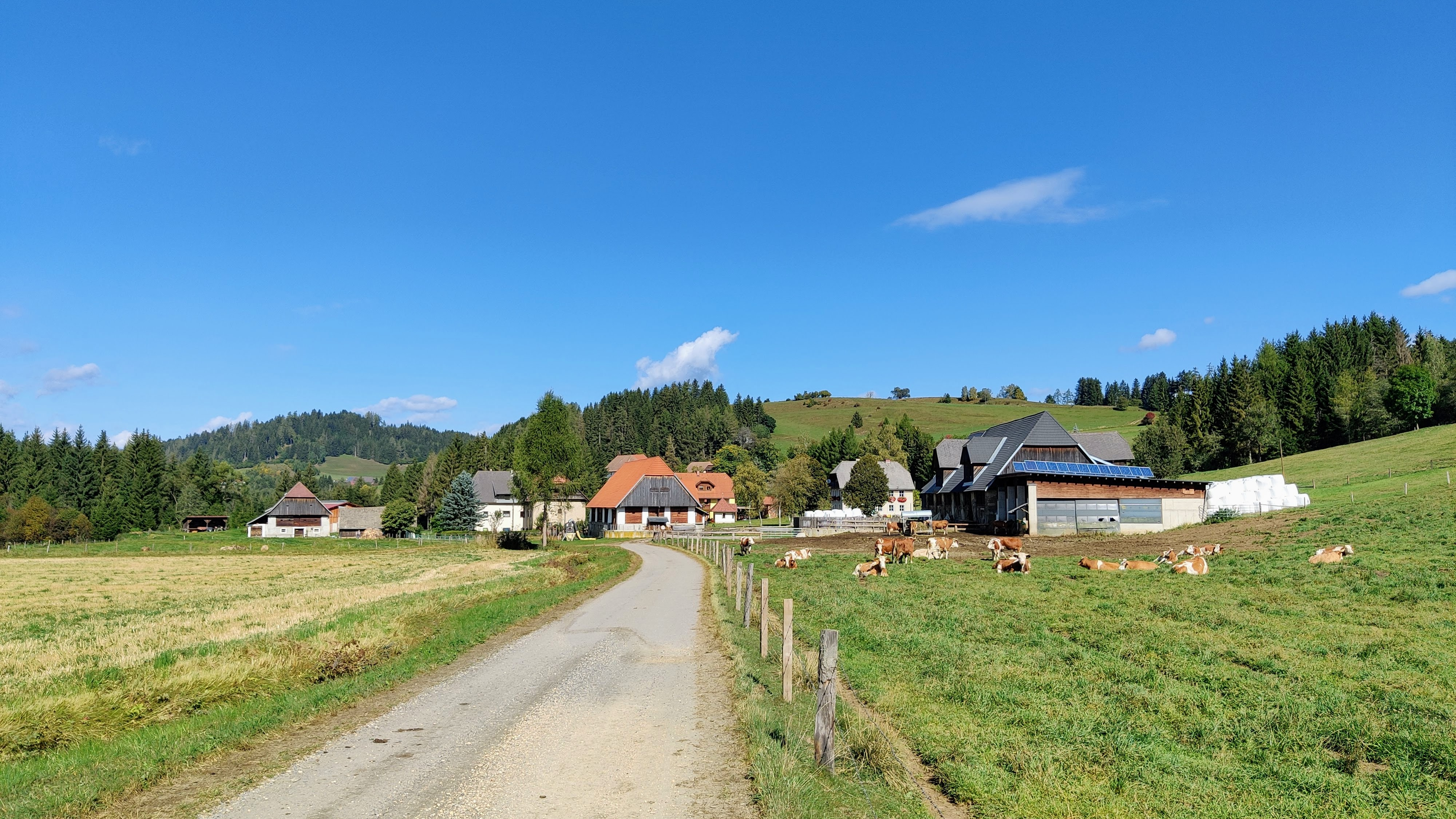
Pörtschach, Unterwald

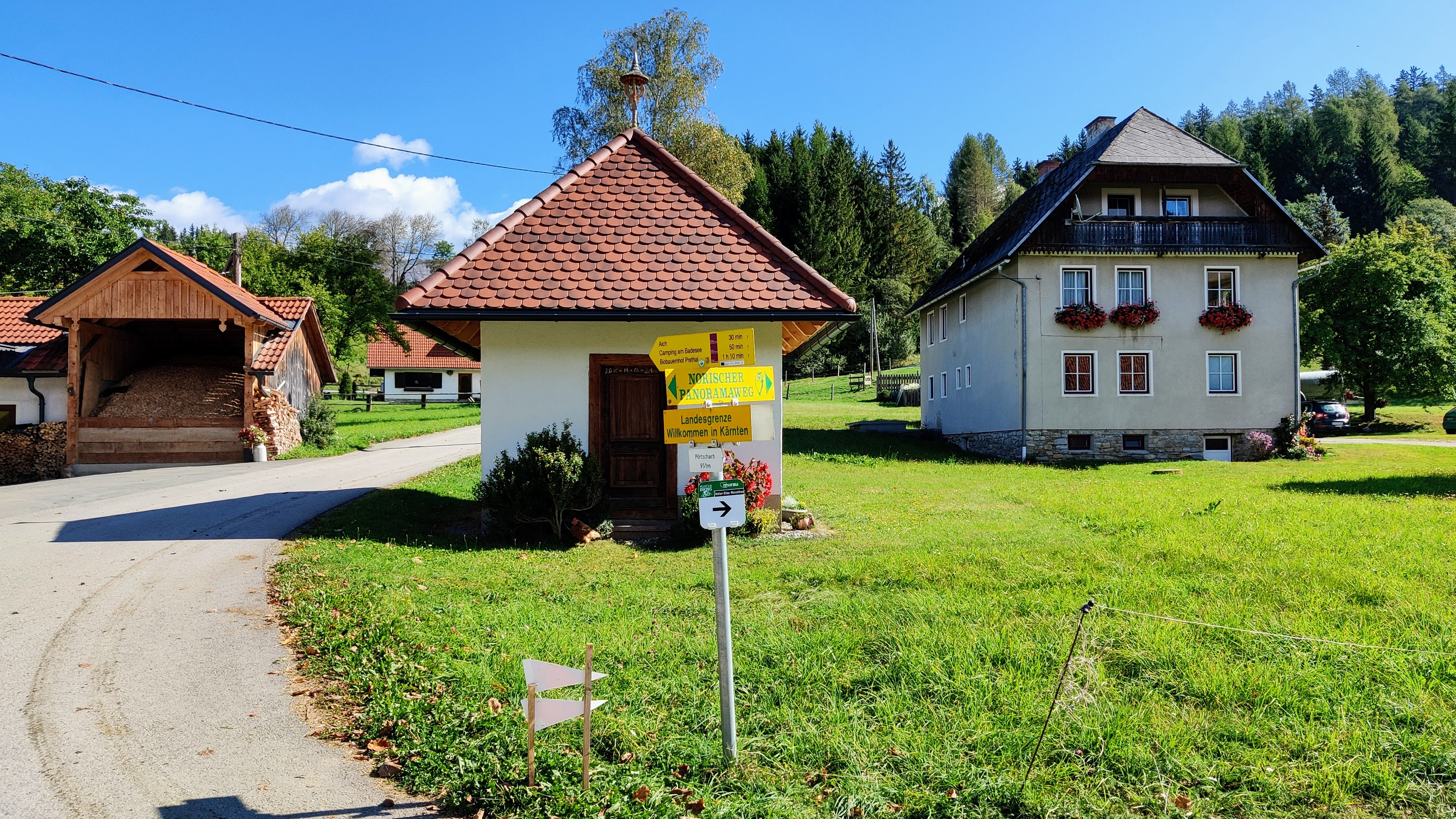
Landesgrenze in Pörtschach, Unterwald

Unterwald ist eine Ortschaft in der Gemeinde Hüttenberg im Bezirk Sankt Veit an der Glan in Kärnten. Die Ortschaft hat 53 Einwohner (Stand 1. Jänner 2024).

## Lage
Die Ortschaft liegt im Nordosten des Bezirks Sankt Veit an der Glan, im Nordwesten der Gemeinde Hüttenberg. Sie umfasst alle Häuser auf dem Gebiet der Katastralgemeinde Unterwald.
Zur weitläufigen Streusiedlung gehören
- an der Görtschitz: Jaunmühle (Nr. 3), Zapfenbauer/Wölher (Nr. 6) und Brandstatt (Nr. 30)
- am Hang rechts oberhalb der Görtschitz: Ritter (Nr. 9), Grobser (Nr. 13), Hofleitner (Nr. 15), Schneiderbauer (Nr. 16), Truckner (Nr. 21), Schuhbauer (Nr. 22), Hobisch (Nr. 23), Gassenbauer (Nr. 27), Dorner (Nr. 40), Käferhube (Nr. 54), Jagdhaus Brandstatt (Nr. 61) und Jagdhaus Pfoss
- am südlichen Rand des Neumarkter Hochtals und an den angrenzenden Hängen nördlich des Zeltschacher Bergs: Maierschaft Althaus (Nr. 31), Erler (Nr. 41), Höfermoar (Nr. 43), Pacher (Nr. 46), Staubmann (Nr. 47) und Wildensteiner (Nr. 49)
- der Kärntner Anteil an Pörtschach. Die paar zu Unterwald gehörenden Häuser (Nr. 35, 36, 38) in diesem kleinen, durch die Landesgrenze geteilten Dorf am nordwestlichen Rand von Unterwald sind die einzigen Häuser von Unterwald, die nicht in Streulage liegen.

## Geschichte
Die Burg Althaus ist ab dem 13. Jahrhundert nachweisbar.
Auf dem Gebiet der Steuergemeinde Unterwald liegend, gehörte der Ort Unterwald in der ersten Hälfte des 19. Jahrhunderts zum Steuerbezirk Althofen (Herrschaft und Landgericht). Durch die Reformen Mitte des 19. Jahrhunderts kam der Ort an die Gemeinde Waitschach. 1865 wurde die Gemeinde Waitschach aufgelöst, Unterwald kam an die Gemeinde Guttaring. Seit der Gemeindestrukturreform 1973 gehört Unterwald zur Gemeinde Hüttenberg.

## Bevölkerungsentwicklung
Für die Ortschaft ermittelte man folgende Einwohnerzahlen:
- 1869: 50 Häuser, 324 Einwohner[2]
- 1880: 50 Häuser, 250 Einwohner[3]
- 1890: 51 Häuser, 291 Einwohner[4]
- 1900: 50 Häuser, 261 Einwohner[5]
- 1910: 47 Häuser, 234 Einwohner[6]
- 1923: 49 Häuser, 270 Einwohner[7]
- 1934: 313 Einwohner[8]
- 1961: 41 Häuser, 241 Einwohner[9]
- 2001: 38 Gebäude (davon 23 mit Hauptwohnsitz) mit 34 Wohnungen; 87 Einwohner und 9 Nebenwohnsitzfälle; 28 Haushalte; 1 Arbeitsstätte, 20 land- und forstwirtschaftliche Betriebe[10]
- 2011: 30 Gebäude, 67 Einwohner, 27 Haushalte, 1 Arbeitsstätte[11]
- 2021: 31 Gebäude, 55 Einwohner, 23 Haushalte, 10 Arbeitsstätten[12]